# Johan Östberg (politiker)
Johan Östberg (i riksdagen kallad Östberg i Stockholm), född 18 augusti 1855 i Gävle, död 8 september 1925 i Saltsjöbaden i Stockholms län, var en svensk ämbetsman, kommunalman och politiker. Hans mor var piga och han var gift med Hilda Karolina Eugenia Enström.
Östberg började att studera vid Uppsala universitet 1874 och tog juris kandidatexamen 1880. Under de följande åren stannade han kvar i Uppsala för tingstjänstgöring och blev 1882 vice häradshövding. Han fortsatte att vara aktiv inom sin nation och i studentkåren och var hösten 1882 även studentkårens ordförande.
År 1883 var han notarie vid Uppsala universitets kansli och auditör vid Upplands regemente. Han tjänstgjorde även vid Uppsala rådsturätt 1882–1884 och blev juris doktor efter att ha försvarat avhandlingen Om arbetsgivares ersättningsskyldighet för kroppsskada, som drabbar hans arbetare i arbetet. Hans intresse för detta ämne ledde till att han blev sekreterare i arbetarförsäkringskommittén 1884–1889, en befattning som ledde till liknande tjänster vid bankkommittén 1889, sjöfartsnäringskommittén 1890 och samma år vid kommittén för avgivande av vissa förslag till ändringar i bevillningsförordningen och arbetarförsäkringsutskottet samt arbetarskyddskommittén 1891. 1891 utnämndes han till kammarrättsråd och var sedan ledamot i kommunalskattekommittén 1897–1900, inkomstskattekommittén 1901 samt 1904 års kommitté för utarbetande av lag till stadsplan. Från 1897 satt Östberg i stadsfullmäktige i Stockholm och 1904 blev han suppleant samt 1905 ledamot i beredningsutskottet. Han var vice ordförande i fullmäktige 1907–1915 och ordförande 1915–1919.
Östberg lämnade tjänsten som kammarrättsråd 1912 då han blev direktör i Städernas allmänna brandstodsbolag, där han hade suttit i styrelsen sedan 1896.
Åren 1909–1910 var han ledamot för Gävleborgs läns valkrets i första kammaren och 1912–1921 ledamot för Stockholms stad. Han hade ett stort inflytande inom moderaterna och valdes till ledamot av bevillningsutskottet 1917–1918, 1:a lagutskottet 1919 samt bankoutskottet 1920–1921.
År 1887 deltog han i stiftandet av Uppsalafilialen för Föreningen mot livsmedeltullar och var flera gånger uppsatt i Stockholm som riksdagskandidat för den moderata högern. Han var en stor anhängare av proportionella val och var en av Allmänna valmansförbundets ledande krafter.
Makarna Östberg är begravda på Sandsborgskyrkogården i Stockholm.